# Niebla en agosto (novela)
Niebla de agosto (en alemán Nebel im August) es una novela de 2008 de Robert Domes. La historia gira en torno a un niño yenés de 14 años, Ernst Lossa, que fue víctima del programa de "eutanasia" nazi.

## Contexto
En 2002, Domes comenzó a estudiar la vida de Ernst Lossa, un niño nómada de etnia yeniche que viajó al sur de Alemania. Ernst fue separado de sus padres en 1933, y enviado a un orfanato en 1942, luego trasladado a un reformatorio y finalmente a un asilo a la edad de doce años.
Allí fue asesinado en 1944 a la edad de 14 años con una sobredosis de morfina y escopolamina. Fue una de las al menos 200.000 o 250 000 víctimas del programa de "eutanasia" nazi que se llevó a cabo bajo el nombre de T4 Aktion o Muerte por compasión durante el III Reich. El programa pretendía eliminar a aquellas personas que Hitler definía como los que "no merecían vivir" (personas enfermas terminales, mentales, discapacitadas o incluso criaturas con enfermedades hereditarias, adultas improductivas y jóvenes ineducables) consideradas un lastre para la sociedad.

## Publicación
Domes describió la vida de Ernst Lossa en esta novela, que fue publicada por CBT (Random House) en 2008 como un libro de literatura infantil. El libro se ha incluido como lectura en las escuelas, y ha recibido numerosos premios.

## Adaptaciones
En 2016 se realizó una adaptación cinematográfica dirigida por el director alemán Kai Wessel. El drama Fog in August se estrenó en los cines alemanes en septiembre de 2016. Fue una de las 8 películas alemanas presentadas al Premio de la Academia a la Mejor Película Internacional en 2017, pero no fue seleccionada.